# Groupe B du Championnat d'Europe masculin de basket-ball 2022
Le Groupe B du Championnat d'Europe masculin de basket-ball 2022 était composé de l'Allemagne, la France, la Lituanie, la Slovénie, la Hongrie et la Bosnie-Herzégovine. Les matchs se sont déroulés du 1er au 7 septembre 2022 dans la Lanxess Arena à Cologne, en Allemagne. Les quatre meilleures équipes se sont qualifiées pour la phase à élimination directe.

## Équipes
| Équipe             | Moyen de qualification     | Date de qualification | Apparition | Dernière apparition | Meilleure performance        | Classement mondial | Classement mondial |
| Équipe             | Moyen de qualification     | Date de qualification | Apparition | Dernière apparition | Meilleure performance        | Mars 2021          | Septembre 2022     |
| ------------------ | -------------------------- | --------------------- | ---------- | ------------------- | ---------------------------- | ------------------ | ------------------ |
| Bosnie-Herzégovine | Les 3 premiers du Groupe H | 29 novembre 2020      | 10e        | 2015                | 8e place (1993)              | 43                 | 46                 |
| France             | Les 2 premiers du Groupe G | 20 février 2021       | 39e        | 2017                | Champions (2013)             | 7                  | 4                  |
| Allemagne          | Pays hôte                  | 15 juillet 2019       | 25e        | 2017                | Champions (1993)             | 17                 | 11                 |
| Hongrie            | Les 3 premiers du Groupe F | 19 février 2021       | 16e        | 2017                | Champions (1955)             | 38                 | 43                 |
| Lituanie           | Les 3 premiers du Groupe C | 22 février 2021       | 15e        | 2017                | Champions (1937, 1939, 2003) | 8                  | 8                  |
| Slovénie           | Les 3 premiers du Groupe F | 30 novembre 2020      | 14e        | 2017                | Champions (2017)             | 16                 | 5                  |

Notes:
1. ↑  Les classements de mars 2021 ont été utilisés pour le tirage au sort final.

## Classement
| Rang | Équipe             | J | V | P | PP  | PC  | Diff | Pts |
| ---- | ------------------ | - | - | - | --- | --- | ---- | --- |
| 1    | Slovénie           | 5 | 4 | 1 | 464 | 432 | +32  | 9   |
| 2    | Allemagne H        | 5 | 4 | 1 | 463 | 411 | +52  | 9   |
| 3    | France             | 5 | 3 | 2 | 381 | 379 | +2   | 8   |
| 4    | Lituanie           | 5 | 2 | 3 | 439 | 412 | +27  | 7   |
| 5    | Bosnie-Herzégovine | 5 | 2 | 3 | 412 | 438 | -26  | 7   |
| 6    | Hongrie            | 5 | 0 | 5 | 382 | 469 | -87  | 5   |

Source: FIBA
En cas d'égalité de points de plusieurs équipes à l'issue des matchs de poule, les critères suivants sont appliqués dans l'ordre indiqué pour établir leur classement:
1. Points de chaque équipe,
2. Face-à-face,
3. Différence de points,
4. Points pour.

Notes:
1. 1 2  Allemagne 80 - 88 Slovénie
2. 1 2  Lituanie 87 - 70 Bosnie-Herzégovine

## Matchs
Toutes les heures correspondent à l'Heure d'été d'Europe centrale (UTC+2).

### Hongrie - Bosnie-Herzégovine
| 1er septembre 2022 14h30 | Rapport | Hongrie                                            | 85-95                               | Bosnie-Herzégovine                     |  | Lanxess Arena, Cologne Affluence : 14 401 Arbitres : Ivor Matějek Igor Mitrovski Marius Ciulin |
| 1er septembre 2022 14h30 | Rapport | Score par quart-temps : 23-17, 23-28, 17-28, 22-22 |                                     |                                        |  | Lanxess Arena, Cologne Affluence : 14 401 Arbitres : Ivor Matějek Igor Mitrovski Marius Ciulin |
| 1er septembre 2022 14h30 | Rapport | Score par mi-temps : 46-45, 39-50                  |                                     |                                        |  | Lanxess Arena, Cologne Affluence : 14 401 Arbitres : Ivor Matějek Igor Mitrovski Marius Ciulin |
| 1er septembre 2022 14h30 | Rapport | Benke, 20 Hanga, 7 Benke, 6 Benke, 29              | Points Rebonds Passes d. Évaluation | Musa, 19 Halilović, 9 Musa, 6 Musa, 25 |  | Lanxess Arena, Cologne Affluence : 14 401 Arbitres : Ivor Matějek Igor Mitrovski Marius Ciulin |

### Slovénie - Lituanie
| 1er septembre 2022 17h15 | Rapport | Slovénie                                           | 92-85                               | Lituanie                                                  |  | Lanxess Arena, Cologne Affluence : 14 465 Arbitres : Manuel Mazzoni Wojciech Liszka Mārtiņš Kozlovskis |
| 1er septembre 2022 17h15 | Rapport | Score par quart-temps : 27-27, 24-21, 18-19, 23-18 |                                     |                                                           |  | Lanxess Arena, Cologne Affluence : 14 465 Arbitres : Manuel Mazzoni Wojciech Liszka Mārtiņš Kozlovskis |
| 1er septembre 2022 17h15 | Rapport | Score par mi-temps : 51-48, 41-37                  |                                     |                                                           |  | Lanxess Arena, Cologne Affluence : 14 465 Arbitres : Manuel Mazzoni Wojciech Liszka Mārtiņš Kozlovskis |
| 1er septembre 2022 17h15 | Rapport | Tobey, 24 Tobey, 8 Dončić, 10 Tobey, 27            | Points Rebonds Passes d. Évaluation | Kuzminskas, 19 Valančiūnas, 12 Lekavičius, 5 Grigonis, 19 |  | Lanxess Arena, Cologne Affluence : 14 465 Arbitres : Manuel Mazzoni Wojciech Liszka Mārtiņš Kozlovskis |

### Allemagne - France
| 1er septembre 2022 20h30 | Rapport | Allemagne                                          | 76-63                               | France                                        |  | Lanxess Arena, Cologne Affluence : 18 017 Arbitres : Georgios Poursanidis Lorenzo Baldini Michał Proc |
| 1er septembre 2022 20h30 | Rapport | Score par quart-temps : 17-13, 21-18, 19-12, 19-20 |                                     |                                               |  | Lanxess Arena, Cologne Affluence : 18 017 Arbitres : Georgios Poursanidis Lorenzo Baldini Michał Proc |
| 1er septembre 2022 20h30 | Rapport | Score par mi-temps : 38-31, 38-32                  |                                     |                                               |  | Lanxess Arena, Cologne Affluence : 18 017 Arbitres : Georgios Poursanidis Lorenzo Baldini Michał Proc |
| 1er septembre 2022 20h30 | Rapport | Thiemann, 14 Thiemann, 6 Lô, 5 Thiemann, 19        | Points Rebonds Passes d. Évaluation | Yabusele, 18 Gobert, 12 Heurtel, 8 Gobert, 15 |  | Lanxess Arena, Cologne Affluence : 18 017 Arbitres : Georgios Poursanidis Lorenzo Baldini Michał Proc |

### Allemagne - Bosnie-Herzégovine
| 3 septembre 2022 14h30 | Rapport | Allemagne                                          | 92-82                               | Bosnie-Herzégovine                  |  | Lanxess Arena, Cologne Affluence : 18 017 Arbitres : Lorenzo Baldini Wojciech Liszka Marius Ciulin |
| 3 septembre 2022 14h30 | Rapport | Score par quart-temps : 18-20, 24-27, 28-11, 22-24 |                                     |                                     |  | Lanxess Arena, Cologne Affluence : 18 017 Arbitres : Lorenzo Baldini Wojciech Liszka Marius Ciulin |
| 3 septembre 2022 14h30 | Rapport | Score par mi-temps : 42-47, 50-35                  |                                     |                                     |  | Lanxess Arena, Cologne Affluence : 18 017 Arbitres : Lorenzo Baldini Wojciech Liszka Marius Ciulin |
| 3 septembre 2022 14h30 | Rapport | Schröder, 18 Theis, 6 Schröder, 9 Schröder, 19     | Points Rebonds Passes d. Évaluation | Musa, 30 Nurkić, 7 Musa, 4 Musa, 29 |  | Lanxess Arena, Cologne Affluence : 18 017 Arbitres : Lorenzo Baldini Wojciech Liszka Marius Ciulin |

### France - Lituanie
| 3 septembre 2022 17h45 | Rapport | France                                             | 77-73                               | Lituanie                                              |  | Lanxess Arena, Cologne Affluence : 18 017 Arbitres : Manuel Mazzoni Michał Proc Mārtiņš Kozlovskis |
| 3 septembre 2022 17h45 | Rapport | Score par quart-temps : 23-25, 17-16, 10-15, 27-17 |                                     |                                                       |  | Lanxess Arena, Cologne Affluence : 18 017 Arbitres : Manuel Mazzoni Michał Proc Mārtiņš Kozlovskis |
| 3 septembre 2022 17h45 | Rapport | Score par mi-temps : 40-41, 37-32                  |                                     |                                                       |  | Lanxess Arena, Cologne Affluence : 18 017 Arbitres : Manuel Mazzoni Michał Proc Mārtiņš Kozlovskis |
| 3 septembre 2022 17h45 | Rapport | Fournier, 27 Fournier, 5 Albicy, 4 Fournier, 24    | Points Rebonds Passes d. Évaluation | Valančiūnas, 15 Sabonis, 9 Jokubaitis, 5 Grigonis, 15 |  | Lanxess Arena, Cologne Affluence : 18 017 Arbitres : Manuel Mazzoni Michał Proc Mārtiņš Kozlovskis |

### Slovénie - Hongrie
| 3 septembre 2022 20h30 | Rapport | Slovénie                                           | 103-88                              | Hongrie                           |  | Lanxess Arena, Cologne Affluence : 18 017 Arbitres : Georgios Poursanidis Andris Aunkrogers Ilias Kounelles |
| 3 septembre 2022 20h30 | Rapport | Score par quart-temps : 29-16, 25-17, 34-27, 15-28 |                                     |                                   |  | Lanxess Arena, Cologne Affluence : 18 017 Arbitres : Georgios Poursanidis Andris Aunkrogers Ilias Kounelles |
| 3 septembre 2022 20h30 | Rapport | Score par mi-temps : 54-33, 49-55                  |                                     |                                   |  | Lanxess Arena, Cologne Affluence : 18 017 Arbitres : Georgios Poursanidis Andris Aunkrogers Ilias Kounelles |
| 3 septembre 2022 20h30 | Rapport | Dončić, 20 Dončić, 7 Dončić, 7 Dončić, 26          | Points Rebonds Passes d. Évaluation | Perl, 18 Perl, 7 Perl, 6 Perl, 25 |  | Lanxess Arena, Cologne Affluence : 18 017 Arbitres : Georgios Poursanidis Andris Aunkrogers Ilias Kounelles |

### Allemagne - Lituanie
Pendant le match, le basketteur vedette lituanien Valančiūnas a attiré la faute de Maodo Lo et a été récompensé par 2 lancers francs. Quelques secondes plus tard, l'entraîneur-chef de l'Allemagne Gordon Herbert a écopé d'une faute technique. Selon les règles de la FIBA, le lancer franc pour la faute technique est censé être tenté avant les deux tirs pour la faute de tir. Cependant, seuls les deux lancers francs pour la faute régulière ont été tirés, sans accorder à la Lituanie un lancer supplémentaire. En conséquence, la Lituanie a déposé une plainte officielle auprès de la FIBA. Le 8 septembre 2022, la FIBA a reconnu l'erreur des arbitres lors du match entre la Lituanie et l'Allemagne. Les trois arbitres du match Lituanie-Allemagne ont été suspendus par la FIBA et ne participeront à aucun autre match de cet EuroBasket,,.
| 4 septembre 2022 14h30 | Rapport | Allemagne                                                           | 109-107                             | Lituanie                                                       | OT | Lanxess Arena, Cologne Affluence : 18 017 Arbitres : Manuel Mazzoni Wojciech Liszka Michał Proc |
| 4 septembre 2022 14h30 | Rapport | Score par quart-temps : 19-19, 27-22, 20-24, 23-24, OT : 7-7, 11-13 |                                     |                                                                | OT | Lanxess Arena, Cologne Affluence : 18 017 Arbitres : Manuel Mazzoni Wojciech Liszka Michał Proc |
| 4 septembre 2022 14h30 | Rapport | Score par mi-temps : 46-41, 43-48                                   |                                     |                                                                | OT | Lanxess Arena, Cologne Affluence : 18 017 Arbitres : Manuel Mazzoni Wojciech Liszka Michał Proc |
| 4 septembre 2022 14h30 | Rapport | Wagner, 32 Wagner, 8 Schröder, 8 Wagner, 36                         | Points Rebonds Passes d. Évaluation | Valančiūnas, 34 Valančiūnas, 14 Valančiūnas, 5 Valančiūnas, 45 | OT | Lanxess Arena, Cologne Affluence : 18 017 Arbitres : Manuel Mazzoni Wojciech Liszka Michał Proc |

### Slovénie - Bosnie-Herzégovine
| 4 septembre 2022 17h45 | Rapport | Slovénie                                           | 93-97                               | Bosnie-Herzégovine                          |  | Lanxess Arena, Cologne Affluence : 15 718 Arbitres : Lorenzo Baldini Mārtiņš Kozlovskis Igor Mitrovski |
| 4 septembre 2022 17h45 | Rapport | Score par quart-temps : 32-26, 20-23, 21-23, 20-25 |                                     |                                             |  | Lanxess Arena, Cologne Affluence : 15 718 Arbitres : Lorenzo Baldini Mārtiņš Kozlovskis Igor Mitrovski |
| 4 septembre 2022 17h45 | Rapport | Score par mi-temps : 52-49, 41-48                  |                                     |                                             |  | Lanxess Arena, Cologne Affluence : 15 718 Arbitres : Lorenzo Baldini Mārtiņš Kozlovskis Igor Mitrovski |
| 4 septembre 2022 17h45 | Rapport | Čančar, 22 Dončić, 8 Dončić, 8 Dragić, 24          | Points Rebonds Passes d. Évaluation | Roberson, 23 Halilović, 10 Musa, 5 Musa, 24 |  | Lanxess Arena, Cologne Affluence : 15 718 Arbitres : Lorenzo Baldini Mārtiņš Kozlovskis Igor Mitrovski |

### France - Hongrie
| 4 septembre 2022 20h30 | Rapport | France                                             | 78-74                               | Hongrie                                  |  | Lanxess Arena, Cologne Affluence : 15 724 Arbitres : Ivor Matějek Andris Aunkrogers Marius Ciulin |
| 4 septembre 2022 20h30 | Rapport | Score par quart-temps : 21-17, 21-22, 25-14, 11-21 |                                     |                                          |  | Lanxess Arena, Cologne Affluence : 15 724 Arbitres : Ivor Matějek Andris Aunkrogers Marius Ciulin |
| 4 septembre 2022 20h30 | Rapport | Score par mi-temps : 42-39, 36-35                  |                                     |                                          |  | Lanxess Arena, Cologne Affluence : 15 724 Arbitres : Ivor Matějek Andris Aunkrogers Marius Ciulin |
| 4 septembre 2022 20h30 | Rapport | Yabusele, 17 Gobert, 9 Heurtel, 7 Gobert, 20       | Points Rebonds Passes d. Évaluation | Hanga, 18 Váradi, 4 Váradi, 4 Váradi, 16 |  | Lanxess Arena, Cologne Affluence : 15 724 Arbitres : Ivor Matějek Andris Aunkrogers Marius Ciulin |

### France - Bosnie-Herzégovine
| 6 septembre 2022 14h30 | Rapport | France                                            | 81-68                               | Bosnie-Herzégovine                          |  | Lanxess Arena, Cologne Affluence : 11 957 Arbitres : Georgios Poursanidis Marius Ciulin Ilias Kounelles |
| 6 septembre 2022 14h30 | Rapport | Score par quart-temps : 19-19, 25-15, 8-16, 29-18 |                                     |                                             |  | Lanxess Arena, Cologne Affluence : 11 957 Arbitres : Georgios Poursanidis Marius Ciulin Ilias Kounelles |
| 6 septembre 2022 14h30 | Rapport | Score par mi-temps : 44-34, 37-34                 |                                     |                                             |  | Lanxess Arena, Cologne Affluence : 11 957 Arbitres : Georgios Poursanidis Marius Ciulin Ilias Kounelles |
| 6 septembre 2022 14h30 | Rapport | Yabusele, 15 Gobert, 12 Heurtel, 8 Heurtel, 24    | Points Rebonds Passes d. Évaluation | Halilović, 14 Nurkić, 10 Atić, 5 Nurkić, 19 |  | Lanxess Arena, Cologne Affluence : 11 957 Arbitres : Georgios Poursanidis Marius Ciulin Ilias Kounelles |

### Lituanie - Hongrie
| 6 septembre 2022 17h15 | Rapport | Lituanie                                             | 87-64                               | Hongrie                           |  | Lanxess Arena, Cologne Affluence : 12 332 Arbitres : Aleksandar Glisic Andris Aunkrogers Igor Mitrovski |
| 6 septembre 2022 17h15 | Rapport | Score par quart-temps : 22-18, 26-15, 27-19, 12-12   |                                     |                                   |  | Lanxess Arena, Cologne Affluence : 12 332 Arbitres : Aleksandar Glisic Andris Aunkrogers Igor Mitrovski |
| 6 septembre 2022 17h15 | Rapport | Score par mi-temps : 48-33, 39-31                    |                                     |                                   |  | Lanxess Arena, Cologne Affluence : 12 332 Arbitres : Aleksandar Glisic Andris Aunkrogers Igor Mitrovski |
| 6 septembre 2022 17h15 | Rapport | Valančiūnas, 21 Sabonis, 8 Jokubaitis, 6 Sabonis, 30 | Points Rebonds Passes d. Évaluation | Perl, 16 Perl, 4 Perl, 2 Perl, 15 |  | Lanxess Arena, Cologne Affluence : 12 332 Arbitres : Aleksandar Glisic Andris Aunkrogers Igor Mitrovski |

### Allemagne - Slovénie
| 6 septembre 2022 20h30 | Rapport | Allemagne                                          | 80-88                               | Slovénie                                   |  | Lanxess Arena, Cologne Affluence : 18 017 Arbitres : Lorezo Baldini Martins Kozlovskis Martin Horozov |
| 6 septembre 2022 20h30 | Rapport | Score par quart-temps : 14-21, 22-23, 19-17, 25-27 |                                     |                                            |  | Lanxess Arena, Cologne Affluence : 18 017 Arbitres : Lorezo Baldini Martins Kozlovskis Martin Horozov |
| 6 septembre 2022 20h30 | Rapport | Score par mi-temps : 36-44, 44-44                  |                                     |                                            |  | Lanxess Arena, Cologne Affluence : 18 017 Arbitres : Lorezo Baldini Martins Kozlovskis Martin Horozov |
| 6 septembre 2022 20h30 | Rapport | Schröder, 19 Voigtmann, 12 Schröder, 5 Obst, 15    | Points Rebonds Passes d. Évaluation | Dončić, 36 Dončić, 10 Dončić, 4 Dončić, 32 |  | Lanxess Arena, Cologne Affluence : 18 017 Arbitres : Lorezo Baldini Martins Kozlovskis Martin Horozov |

### Lituanie - Bosnie-Herzégovine
| 7 septembre 2022 14h30 | Rapport | Lituanie                                                    | 87-70                               | Bosnie-Herzégovine                    |  | Lanxess Arena, Cologne Affluence : 12 877 Arbitres : Lorenzo Baldini Mārtiņš Kozlovskis Martin Horozov |
| 7 septembre 2022 14h30 | Rapport | Score par quart-temps : 28-28, 28-14, 19-17, 12-11          |                                     |                                       |  | Lanxess Arena, Cologne Affluence : 12 877 Arbitres : Lorenzo Baldini Mārtiņš Kozlovskis Martin Horozov |
| 7 septembre 2022 14h30 | Rapport | Score par mi-temps : 56-42, 31-28                           |                                     |                                       |  | Lanxess Arena, Cologne Affluence : 12 877 Arbitres : Lorenzo Baldini Mārtiņš Kozlovskis Martin Horozov |
| 7 septembre 2022 14h30 | Rapport | Grigonis, 16 Valančiūnas, 15 Valančiūnas, 5 Valančiūnas, 31 | Points Rebonds Passes d. Évaluation | Musa, 22 Kamenjaš, 6 Musa, 5 Musa, 20 |  | Lanxess Arena, Cologne Affluence : 12 877 Arbitres : Lorenzo Baldini Mārtiņš Kozlovskis Martin Horozov |

### France - Slovénie
| 7 septembre 2022 17h15 | Rapport | France                                             | 82-88                               | Slovénie                                  |  | Lanxess Arena, Cologne Affluence : 13 426 Arbitres : Aleksandar Glišić Georgios Poursanidis Marius Ciulin |
| 7 septembre 2022 17h15 | Rapport | Score par quart-temps : 19-20, 21-24, 24-20, 18-24 |                                     |                                           |  | Lanxess Arena, Cologne Affluence : 13 426 Arbitres : Aleksandar Glišić Georgios Poursanidis Marius Ciulin |
| 7 septembre 2022 17h15 | Rapport | Score par mi-temps : 40-44, 42-44                  |                                     |                                           |  | Lanxess Arena, Cologne Affluence : 13 426 Arbitres : Aleksandar Glišić Georgios Poursanidis Marius Ciulin |
| 7 septembre 2022 17h15 | Rapport | Gobert, 19 Gobert, 8 Heurtel, 10 Gobert, 22        | Points Rebonds Passes d. Évaluation | Dončić, 47 Dončić, 7 Dončić, 5 Dončić, 47 |  | Lanxess Arena, Cologne Affluence : 13 426 Arbitres : Aleksandar Glišić Georgios Poursanidis Marius Ciulin |

### Allemagne - Hongrie
| 7 septembre 2022 20h30 | Rapport | Allemagne                                               | 106-71                              | Hongrie                           |  | Lanxess Arena, Cologne Affluence : 17 513 Arbitres : Ivor Matějek Andris Aunkrogers Ilias Kounelles |
| 7 septembre 2022 20h30 | Rapport | Score par quart-temps : 22-19, 32-20, 27-19, 25-13      |                                     |                                   |  | Lanxess Arena, Cologne Affluence : 17 513 Arbitres : Ivor Matějek Andris Aunkrogers Ilias Kounelles |
| 7 septembre 2022 20h30 | Rapport | Score par mi-temps : 54-39, 52-32                       |                                     |                                   |  | Lanxess Arena, Cologne Affluence : 17 513 Arbitres : Ivor Matějek Andris Aunkrogers Ilias Kounelles |
| 7 septembre 2022 20h30 | Rapport | Sengfelder, 22 Voigtmann, 10 Hollatz, 11 Sengfelder, 25 | Points Rebonds Passes d. Évaluation | Perl, 15 Perl, 4 Perl, 4 Perl, 16 |  | Lanxess Arena, Cologne Affluence : 17 513 Arbitres : Ivor Matějek Andris Aunkrogers Ilias Kounelles |